# 希科里 (肯塔基州)
希科里（英語：Hickory）是位於美國肯塔基州格雷夫斯縣的一個人口普查指定地區。

## 人口
根據2020年美國人口普查的數據，希科里的面積為2.32平方千米，當中陸地面積為2.31平方千米，而水域面積為0.01平方千米。當地共有人口235人，而人口密度為每平方千米101.29人。